# 托雷-德克拉拉蒙特
托雷-德克拉拉蒙特，是西班牙加泰罗尼亚巴塞罗那省的一个市镇。总面积15平方公里，总人口3827人（2013年），人口密度259人/平方公里。